# Марк Туллій Тірон
Тірон Марк Туллій (лат. Marcus Tullius Tiro, близько 103 до н. е. — 4 до н. е.), давньоримський засновник писемної системи. 
Тірон був спочатку рабом, а потім вільновідпущеником Цицерона. За звичаєм тих часів одержав ім'я хазяїна — Марк Туллій.
Вигадана Тіроном система синхронного запису промов, що складалася з 5000 елементів, стала основою сучасних систем стенографії. Тірон був також автором амперсанда, який широко використовується сьогодні.